# Esterri de Cardós
Esterri de Cardós es un municipio español de la provincia de Lérida, en la comunidad autónoma de Cataluña. Está situada al norte de la comarca del Pallars Sobirá. Además de la capital municipal homónima, está formado por los núcleos de Arrós de Cardós, Benante y Ginestarre.

## Demografía
Cuenta con una población de 63 habitantes (INE 2024).
| Gráfica de evolución demográfica de Esterri de Cardós entre 1842 y 2021 |
| |
| Población de derecho según los censos de población del INE Población de hecho según los censos de población del INEEntre el censo de 1857 y el anterior, crece el término del municipio porque incorpora a 255035 (Arros), 255182 (Ginestarre) |

| 1900 | 1930 | 1950 | 1970 | 1981 | 1986 |
| ---- | ---- | ---- | ---- | ---- | ---- |
| 192  | 205  | 154  | 80   | 56   | 64   |

## Economía
Ganadería, explotación forestal y turismo.

## Lugares de interés
- Iglesia de San Pedro y San Pablo, de origen románico, con modificaciones.
- Iglesia de San Julián, en Arròs de Cardós.
- Iglesia de Santa María, de estilo románico, con pinturas murales que se conservan en el Museo Nacional de Arte de Cataluña.